# Parcent
Parcent – gmina w Hiszpanii, w prowincji Alicante, we wspólnocie autonomicznej Walencja, o powierzchni 11,77 km². W 2011 roku liczyła 1131 mieszkańców.